# MTV Video Music Awards Japan 2016
Die  MTV Video Music Awards Japan wurden am 26. Oktober 2016 in Tokio verliehen. Moderator war Rip Slyme.

## Gewinner und Nominierungen
Die Sieger sind fett markiert. Die Nominierungen wurden am 1. September 2016 bekannt gegeben.

### Best Video of the Year
Hikaru Utada – Manatsu no Tōriame

### Best Male Video

#### Japan
Yu Takahashi – Hikari no Hahen
- AK-69 – Flying B
- Daichi Miura – Cry & Fight
- Motohiro Hata – Sumire
- Rekishi (feat. Morino Ishimatsu) – Saigo no Shogun
- Yu Takahashi – Hikari no Hahen

#### International
Justin Bieber – Sorry
- Drake – Hotline Bling
- James Bay – Let It Go
- Justin Timberlake – Can't Stop the Feeling!
- The Weeknd – Can't Feel My Face

### Best Female Video

#### Japan
Hikaru Utada – Manatsu no Tōriame
- Namie Amuro – Mint
- Juju – What You Want
- Kyary Pamyu Pamyu – Sai & Go
- Kana Nishino – Anata no Suki na Tokoro

#### International
Ariana Grande – Into You
- Adele – Hello
- Beyoncé – Formation
- Rihanna (feat. Drake) – Work
- Sia – Cheap Thrills (Performance Edit)

### Best Group Video

#### Japan
Exile The Second – Shut Up!! Shut Up!! Shut Up!!
- Babymetal – Karate
- Perfume – Flash
- Vamps (feat. Chris Motionless of Motionless in White) – Inside of Me
- The Yellow Monkey – Alright

#### International
Fifth Harmony (feat. Ty Dolla Sign) – Work from Home
- Coldplay – Up & Up
- Pentatonix – Can't Sleep Love
- The 1975 – Ugh!
- The Vamps – Wake Up

### Best New Artist Video

#### Japan
Suchmos – Mint
- Ame no Parade – You
- Boku no Lyric no Bōyomi – Newspeak
- Faky – Candy
- Wednesday Campanella – Tsuchinoko

#### International
DNCE – Cake by the Ocean
- Charlie Puth – One Call Away
- Halsey – New Americana
- Jack Garratt – Breathe Life
- Lukas Graham – 7 Years

### Best Album of the Year

#### Japan
Babymetal – Metal Resistance
- Back Number – Chandelier
- Bump of Chicken – Butterflies
- Kana Nishino – Just Love
- Perfume – Cosmic Explorer

#### International
Beyoncé – Lemonade
- Adele – 25
- Drake – Views
- Justin Bieber – Purpose
- Rihanna – Anti

### Best Rock Video
Alexandros – Swan
- Coldplay – Up & Up
- Radiohead – Daydreaming
- Red Hot Chili Peppers – Dark Necessities
- The Yellow Monkey – Alright

### Best Metal Video
Babymetal – Karate
- Crossfaith – Rx Overdrive
- Deftones – Prayers / Triangles
- Iron Maiden – Speed of Light
- Trivium – Silence in the Snow

### Best Pop Video
Nissy – Playing With Fire
- Ariana Grande – Into You
- Fifth Harmony (feat. Ty Dolla Sign) – Work from Home
- Justin Bieber – What Do You Mean?
- Kana Nishino – Anata no Suki na Tokoro

### Best R&B Video
Daichi Miura – Cry & Fight
- Alessia Cara – Here
- Bryson Tiller – Don't
- Usher (feat. Young Thug) – No Limit
- The Weeknd – Can't Feel My Face

### Best Hip Hop Video
AK-69 – Flying B
- Chance the Rapper (feat. Saba) – Angels
- Drake – Hotline Bling
- Desiigner – Panda
- Kanye West – Famous

### Best Dance Video
Boom Boom Satellites – Lay Your Hands on Me
- Calvin Harris (feat. Rihanna) – This Is What You Came For
- Disclosure (feat. Lorde) – Magnets
- Kygo (feat. Maty Noyes) – Stay
- Mike Posner – I Took a Pill in Ibiza (Seeb Remix)

### Best Choreography
Generations from Exile Tribe – Ageha
- Beat Buddy Boi – B-Boi Scramble
- Fifth Harmony (feat. Ty Dolla Sign) – Work from Home
- Justin Bieber – Sorry
- Sia – Alive

## Special Awards

### Best Teen Choice Award
Sakura Fujiwara – Soup
- Doberman Infinity – Ga Ga Summer
- Scandal – Take Me Out
- Sky-Hi – Nanairo Holiday
- Rei Yasuda – Message

### Inspirational Award Japan
The Yellow Monkey